# Метохи Продрому
Метохи Продрому (грч. Μετόχι Προδρόμου) је насељено место у општини Бер у периферији Средишња Македонија, Грчка. Према попису из 2021. године било је 86 становника.
Метохи Продрому је раније био метох Берског манастира. После 1923. године овде је насељено 37 грчких избегличких породица из Турске, укупно 149 особа. Касније се један део њих преселио у суседну Вергину.